# Monstrancja
Monstrancja (z łac. monstrare − pokazywać) − naczynie liturgiczne służące w liturgii katolickiej do umieszczania w nim konsekrowanej hostii, celem wystawiania na ołtarz podczas nabożeństw, adoracji, błogosławieństwa Najświętszym Sakramentem oraz w czasie procesji teoforycznej.

## Historia
Monstrancja jako naczynie liturgiczne pełni w Kościele bardzo ważną funkcję prezentowania i procesyjnego obnoszenia świętej hostii, uobecniającej w kościele katolickim osobę Jezusa Chrystusa w celu jego adoracji. Ma ona długą, wielowiekową tradycję, sięgającą XIII wieku oraz belgijskiej miejscowości Liège. Następnie, tradycja umieszczania hostii w monstrancji przeszła do diecezji niemieckich. Kiedy to 11 sierpnia 1264 papież Urban IV wprowadził święto Bożego Ciała, monstrancja zaczęła pełnić kluczową funkcję w liturgii tej uroczystości oraz rozpowszechniła się w całym kościele. Początkowo w celu prezentowania Najświętszego Sakramentu posługiwano się przeźroczystymi, osadzonymi na metalowej stopie, kryształowymi puszkami tzw. Ostensoriami (łac. Ostendere - „patrzeć”). Następnie puszki te zaczęto zwieńczać metalowymi, pojedynczymi gotyckimi wieżyczkami, które od XIV wieku coraz bardziej rozbudowywano, upodabniając je w swoich pomysłach do budowy gotyckich katedr. W XV wieku były to już pokaźnych rozmiarów skomplikowane kompozycje artystyczne z bogatą ikonografią i zdobnictwem, z licznymi szkarpami i pinaklami. W okresie baroku wprowadzono nowy typ monstrancji, a mianowicie prezentowanie hostii w promienistej glorii w kształcie słońca. Typ ten w sztuce nazywany jest Monstrancjami promienistymi. W ślad za formą artystyczną monstrancji, o bogatych złoceniach i wysadzanych kamieniami szlachetnymi, rozrastały się one do niemal gigantycznych rozmiarów. Za prekursorów gigantycznych monstrancji zalicza się Hiszpanię (3 metrowej wysokości monstrancja katedry w Toledo, ważąca 200 kg, czy też monstrancje z Kordoby, Ávili i Walencji). W Polsce za jedne z największych uważa się monstrancje m.in. ojca Kordeckiego z Jasnej Góry czy wawelską z Krakowa.

## Budowa monstrancji
Monstrancja składa się ze stopy, trzonu z nodusem oraz otoczonego tzw. glorią reservaculum (repozytorium na hostię) z melchizedekiem. Na zwieńczeniu znajduje się najczęściej krzyż. Św. Karol Boromeusz zalecał umieszczanie figury Chrystusa Zmartwychwstałego.
W wierze katolickiej konsekrowana hostia jest uobecnieniem Jezusa Chrystusa, Boga-Człowieka. Wraz z rozpowszechnieniem kultu Bożego Ciała ukształtowała się forma naczynia do prezentacji Najświętszego Sakramentu. Monstrancje wykonywano ze złota (lub pozłacane) lub innych cennych surowców, często są dziełami złotnictwa.
W dobie późnego średniowiecza monstrancje przybierały formę stylizowanej, wieżowej kapliczki będącej swego rodzaju świątynią Chrystusa (wtedy hostię umieszcza się często w miejscu serca), w nowożytności rozpowszechniła się forma solaryczna – w formie promienistej glorii, w którego centrum umieszczona jest hostia.

## Użycie monstrancji
Na początku adoracji duchowny wyjmuje z tabernakulum kustodię z hostią i umieszcza ją za pomocą specjalnego uchwytu zwanego melchizedekiem w monstrancji. Gdy adoracja się kończy, celebrans (kapłan lub diakon) błogosławi wiernych i po zakończeniu adoracji wykonuje te same czynności chowając Najświętszy Sakrament do tabernakulum.

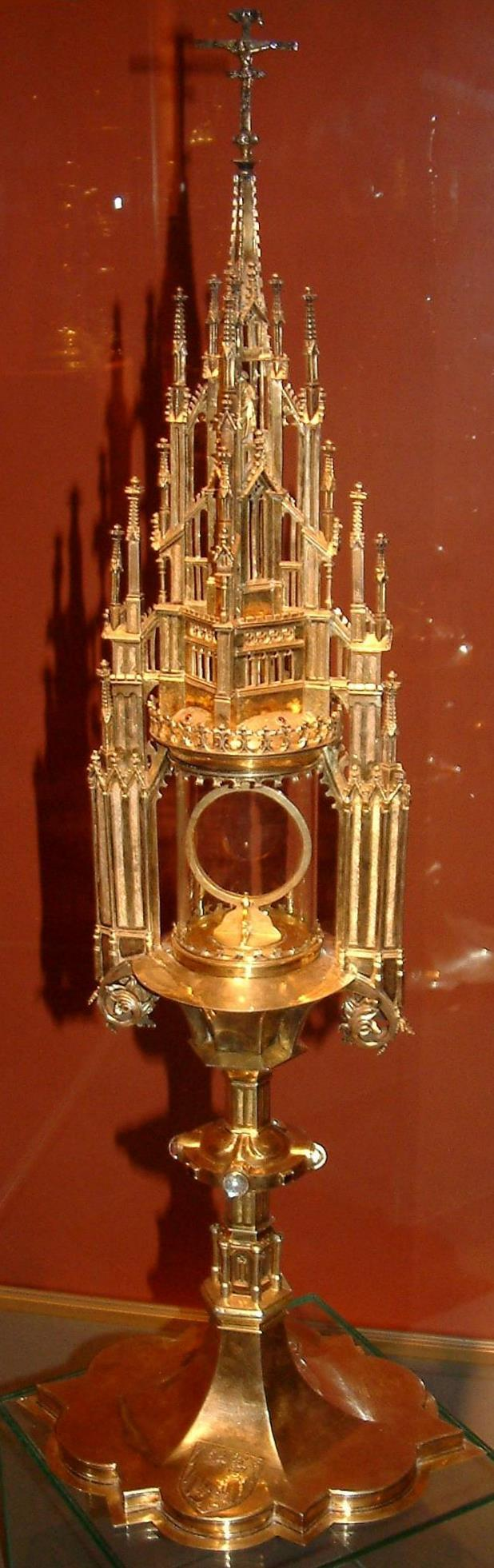
Gotycka monstrancja z kościoła Bożego Ciała w Poznaniu (ok. 1400 roku). Dar Władysława Jagiełły dla kościoła Bożego Ciała w Poznaniu. Obecnie w zbiorach poznańskiego Muzeum Archidiecezjalnego
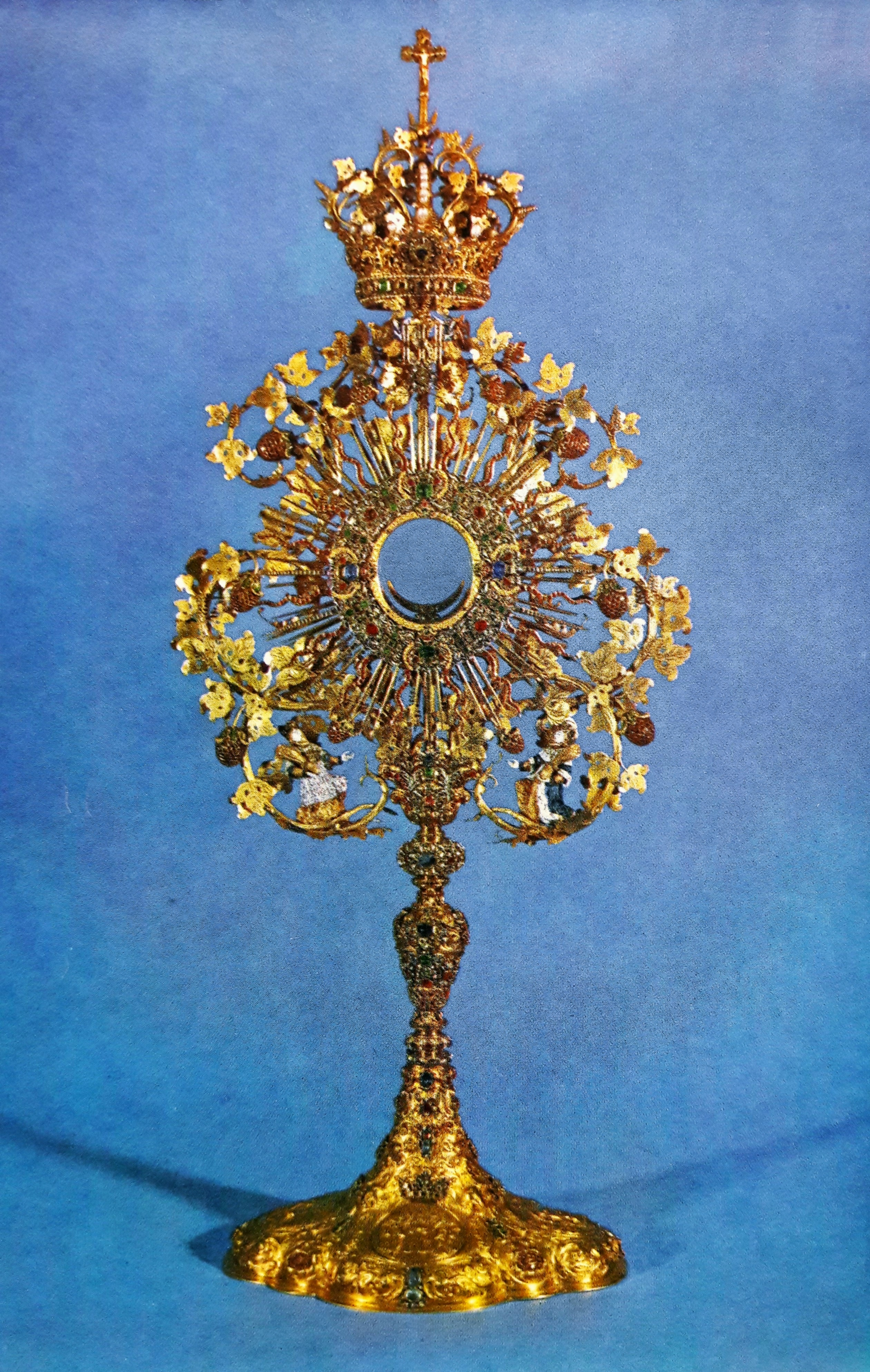
Monstrancja Kordeckiego
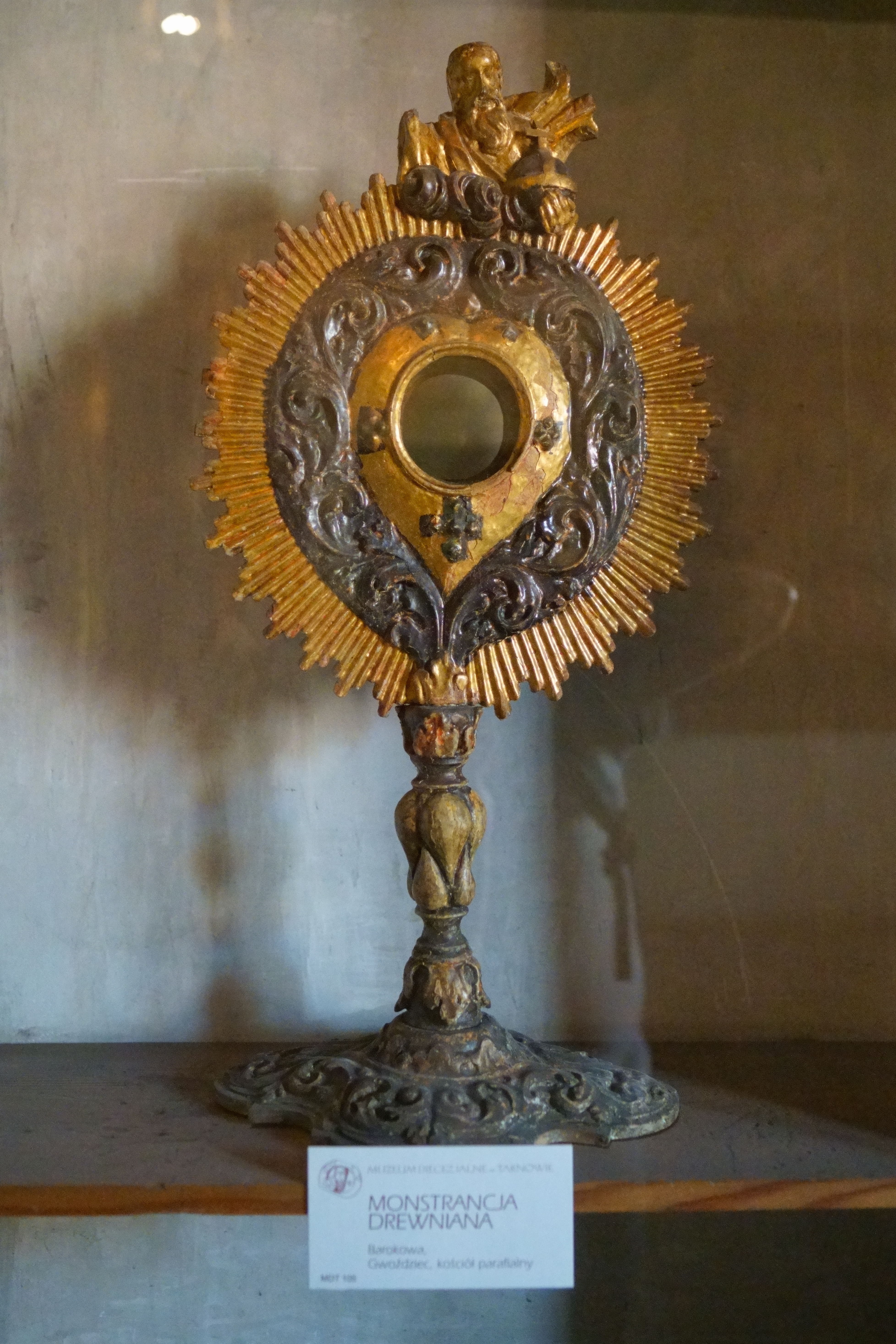
Drewniana monstrancja barokowa z Gwoźdźca. Muzeum Diecezjalne w Tarnowie